# Moorkulturgraben
Der Moorkulturgraben ist ein Meliorationsgraben und rechter Zufluss des Hauptgrabens Teurow auf der Gemarkung der Gemeinde Halbe im Landkreis Dahme-Spreewald  in Brandenburg.
Der Graben beginnt im Naturschutzgebiet Dahmetal bei Briesen und entwässert dort die als Schmolluch bezeichnete Niederungsfläche. Anschließend fließt er bogenförmig um den Halber Wohnplatz Forsthaus Semmelei in zunächst nördlicher, anschließend östlicher Richtung vorbei. Der Graben durchfließt anschließend in vorzugsweise östlicher Richtung die Wulschwiesen und entwässert nach rund einem Kilometer in nordöstlicher Richtung in den Hauptgraben Teurow, der wiederum kurz darauf bei Teurow an den Metschens Teichen in die Dahme entwässert.